# Марсена (Канталь)
Марсена́ (фр. и окс. Marcenat) — коммуна во Франции, находится в регионе Овернь. Департамент — Канталь. Входит в состав кантона Конда. Округ коммуны — Сен-Флур.
Код INSEE коммуны — 15114.
Коммуна расположена приблизительно в 400 км к югу от Парижа, в 60 км южнее Клермон-Феррана, в 55 км к северо-востоку от Орийака.

## Население
Население коммуны на 2008 год составляло 532 человека.
| 1962 | 1968 | 1975 | 1982 | 1990 | 1999 | 2008 |
| ---- | ---- | ---- | ---- | ---- | ---- | ---- |
| 1134 | 1218 | 1100 | 928  | 823  | 627  | 532  |

## Экономика

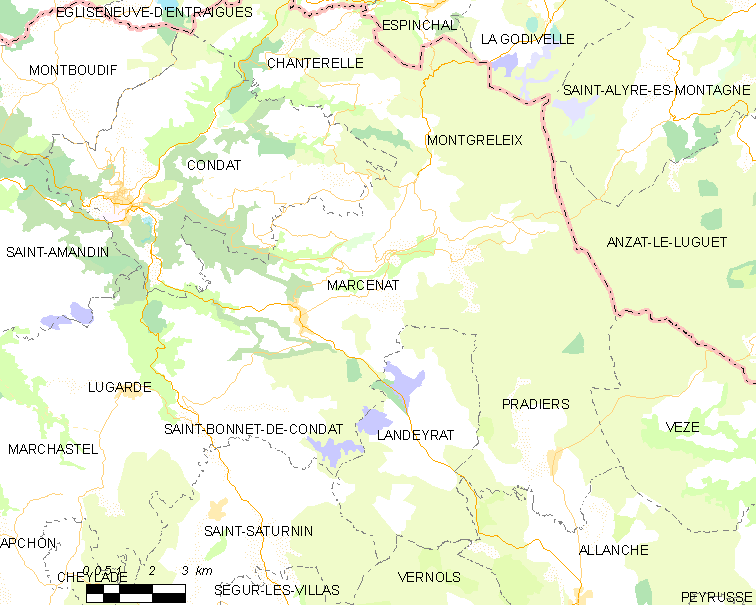
Карта коммуны

В 2007 году среди 320 человек в трудоспособном возрасте (15—64 лет) 240 были экономически активными, 80 — неактивными (показатель активности — 75,0 %, в 1999 году было 68,8 %). Из 240 активных работали 227 человек (132 мужчины и 95 женщин), безработных было 13 (7 мужчин и 6 женщин). Среди 80 неактивных 10 человек были учениками или студентами, 40 — пенсионерами, 30 были неактивными по другим причинам.

## Достопримечательности
- Церковь Сен-Блез (XII век). Памятник истории с 1992 года[3]
- Русский православный Знаменский монастырь.